# Tournoi de tennis de Blois
Les Internationaux de tennis de Blois sont un tournoi international de tennis masculin faisant partie de l'ATP Challenger Tour.
Créé en 2002 comme épreuve du circuit ITF Future, le tournoi est passé en catégorie Challenger en 2013. Il se joue au mois de juin sur terre battue extérieure au A.A.J.B Blois Tennis.

## Palmarès
Pour sa première édition Challenger, le tournoi a accueilli 12 joueurs français dans le tableau final et c'est l'Allemand Julian Reister qui gagne le tournoi face à Dušan Lajović.
L'année suivante, la finale oppose l'Argentin Máximo González au Portugais Gastão Elias, et c'est González qui inscrit son nom au palmarès de l'épreuve.
L'édition 2015 voit un joueur français s'imposer pour la première fois avec la victoire de Mathias Bourgue face à Daniel Muñoz de la Nava.

### Simple
| Date       | Vainqueur                           | Finaliste                           | Score                               |
| ---------- | ----------------------------------- | ----------------------------------- | ----------------------------------- |
| 10/06/2013 | Julian Reister                      | Dušan Lajović                       | 6-1, 63-7, 7-62                     |
| 09/06/2014 | Máximo González                     | Gastão Elias                        | 6-2, 6-3                            |
| 21/06/2015 | Mathias Bourgue                     | Daniel Muñoz de la Nava             | 2-6, 6-4, 6-2                       |
| 13/06/2016 | Carlos Berlocq                      | Steve Darcis                        | 6-2, 6-0                            |
| 19/06/2017 | Damir Džumhur                       | Calvin Hemery                       | 6-1, 6-3                            |
| 18/06/2018 | Scott Griekspoor                    | Félix Auger-Aliassime               | 6-4, 6-4                            |
| 17/06/2019 | Pedro Sousa                         | Kimmer Coppejans                    | 6-4, 3-6, 7-64                      |
| 2020       | Edition annulée (Pandémie de COVID) | Edition annulée (Pandémie de COVID) | Edition annulée (Pandémie de COVID) |
| 2021       | Edition annulée (Pandémie de COVID) | Edition annulée (Pandémie de COVID) | Edition annulée (Pandémie de COVID) |
| 19/06/2022 | Alexandre Müller                    | Nikola Milojevic                    | 63-7, 1-6                           |
| 24/06/2023 | Quentin Halys                       | Kyrian Jacquet                      | 4-6, 6-2, 2-0 (ab)                  |
| 22/06/2024 | Ričardas Berankis                   | Calvin Hemery                       | 7-64 7-5                            |

### Double
| Date       | Vainqueurs                          | Finalistes                          | Score                               |
| ---------- | ----------------------------------- | ----------------------------------- | ----------------------------------- |
| 10/06/2013 | Jonathan Eysseric Nicolas Renavand  | Ruben Gonzales Chris Letcher        | 6-3, 6-4                            |
| 09/06/2014 | Tristan Lamasine Laurent Lokoli     | Guillermo Durán Máximo González     | 7-5, 6-0                            |
| 21/06/2015 | Rémi Boutillier Maxime Teixeira     | Guilherme Clezar Nicolás Kicker     | 6-3, 4-6, [10-8]                    |
| 13/06/2016 | Alexander Satschko Simon Stadler    | Gong Maoxin Yasutaka Uchiyama       | 6-3, 7-62                           |
| 19/06/2017 | Sander Gillé Joran Vliegen          | Máximo González Fabrício Neis       | 3-6, 6-3, [10-7]                    |
| 18/06/2018 | Fabrício Neis David Vega Hernández  | Hsieh Cheng-peng Rameez Junaid      | 7-64, 6-1                           |
| 17/06/2019 | Corentin Denolly Alexandre Müller   | Sergio Galdós Andreas Siljeström    | 7-5, 65-7, [10-6]                   |
| 2020       | Edition annulée (Pandémie de COVID) | Edition annulée (Pandémie de COVID) | Edition annulée (Pandémie de COVID) |
| 2021       | Edition annulée (Pandémie de COVID) | Edition annulée (Pandémie de COVID) | Edition annulée (Pandémie de COVID) |
| 18/06/2022 | Sriram Balaji Jeevan Nedunchezhiyan | Romain Arneodo Jonathan Eysseric    | 6-4, 6-73, [10-7]                   |